# Modern Love (TV-serie)
Modern Love är en amerikansk romantisk dramakomediserie vars första säsong hade premiär den 16 juli 2019. Första säsongen består av 8 avsnitt. Seriens andra och avslutande säsong också den bestående av åtta avsnitt hade premiär den 13 augusti 2021.

## Handling
Serien som är en antologiserie kretsar kring kärlek i dess olika former.

## Rollista i urval

### Säsong 1
| - Cristin Milioti - Maggie Mitchell - Laurentiu Possa - Guzmin - Brandon Victor Dixon - Daniel - Daniel Reece - Mark - Charles Warburton - Ted - Catherine Keener - Julie - Dev Patel - Joshua - Caitlin McGee - Emma - Erik Jensen - Darren - Andy García - Michael - Anne Hathaway - Lexi Donohoe - Gary Carr - Jeff - Quincy Tyler Bernstine - Sylvia - Judd Hirsch - Tina Fey - Sarah - John Slattery - Dennis - Sarita Choudhury - Aidan Fiske - Jack - Arden Wolfe - Nancy | - Sofia Boutella - Yasmine - John Gallagher Jr. - Rob - Julia Garner - Madeline "Maddy" - Shea Whigham - Peter - Myha'la Herrold - Tami - Andrew Scott - Tobin - Brandon Kyle Goodman - Andy - Olivia Cooke - Karla - Ed Sheeran - Mick - Jane Alexander - Margot - James Saito - Kenji - Peter Hermann - Philippe - Petronia Paley - Janice - James Waterston - Chris |

### Säsong 2

#### Avsnitt 1
- Minnie Driver - Stephanie Curran
- Tom Burke - Michael
- Don Wycherley - Neil

#### Avsnitt 2
- Gbenga Akinnagbe - Jordan
- Zoë Chao - Zoe
- Aparna Nancherla - Vanessa

#### Avsnitt 3
- Lucy Boynton - Paula
- Kit Harington - Michael
- Jack Reynor - Declan
- Miranda Richardson - Jane

#### Avsnitt 4
- Dominique Fishback - Lil
- Isaac Powell - Vince
- Milan Ray - Lil (12 år)
- Pierson Salvador - Vince (12 år)

#### Avsnitt 5
- Lulu Wilson - Katie
- Maria Dizzia - Lori
- Grace Edwards - Alexa
- Telci Huynh - Moush
- Linda Powell - Mrs. Vacher

#### Avsnitt 6
- Garrett Hedlund - Spence
- Anna Paquin - Isabelle
- Ben Rappaport - Nick
- Jeena Yi - Jeannie
- Susan Blackwell - Allison

#### Avsnitt 7
- Zane Pais - Robbie
- Marquis Rodriguez - Ben

#### Avsnitt 8
- Sophie Okonedo - Elizabeth Cannon
- Tobias Menzies - Van
- Eileen Walsh - Lily De Courcy